# Горохова, Галина Евгеньевна
Гали́на Евге́ньевна Горо́хова (род. 31 августа 1938, Москва) — советская фехтовальщица на рапирах, а позднее — тренер по фехтованию, трёхкратная олимпийская чемпионка и 9-кратная чемпионка мира.
- Заслуженный мастер спорта СССР (1960),
- Заслуженный тренер СССР (1982),
- Заслуженный работник физической культуры России (1997)[2],
- Заслуженный тренер России (1998).

## Биография
Выступала за «Динамо» (Москва).
В 1973 году после рождения дочери Галина Горохова вновь стала тренироваться и готовиться выступить на Спартакиаде народов СССР, но попала в автокатастрофу, сломала руку и приняла решение закончить свой спортивный путь. В 1975 году Галина Евгеньевна согласилась вернуться в спорт, стала государственным тренером СССР по фехтованию и проработала на этой должности до декабря 1992 года.
В 1991 году Г. Е. Горохова наряду с другими известными спортсменами Т. Пресс, Л. Латыниной, А. Виноградовым, Т. Сарычевой, А. Кавазашвили стала одним из инициаторов создания Союза спортсменов СССР и в том же году была избрана президентом Российского союза спортсменов, главной задачей которого является социальная защита спортсменов и тренеров.
22-кратная чемпионка СССР (в том числе 7 раз — в личном зачёте).
Член КПСС с 1964 года. Кандидат исторических наук (1973). Диссертация на тему «Культурные связи СССР со странами Западной Европы на современном этапе 1965—1970 годов».
В настоящее время — президент Российского Союза спортсменов, член исполкома Федерации фехтования России, Председатель Правления Межрегионального Общественного Комитета ветеранов «Герои Отечества», Председатель Правления Московского детского центра «Москва молодая», Член Совета, Президиума и Совета ветеранов МГО ВФСО «Динамо».

## Награды
- 1960 — звание «Заслуженный мастер спорта СССР»[3]
- 1960 — медаль «За трудовое отличие» — за успешные выступления в XVII летних и VIII зимних Олимпийских играх 1960 года, а также за выдающиеся спортивные достижения[4]
- 1965 — звание «Мастер спорта СССР международного класса»[5]
- 1969 — медаль «За трудовую доблесть» — за спешные выступления на XIX летних Олимпийских играх и выдающиеся спортивные достижения[6]
- 1970 — орден Трудового Красного Знамени — за успешные выступления на чемпионате мира 1970 года по тяжелой атлетике, борьбе, водному поло, фехтованию, конному спорту и выдающиеся спортивные достижения[7]
- 1972 — медаль «За трудовую доблесть» — за успехи в развитии массового физкультурного движения в стране и высокие достижения советских спортсменов на XX летних Олимпийских играх[8]
- 1989 — медаль «Ветеран труда» — за долголетний добросовестный труд[9]
- 1997 — Заслуженный работник физической культуры Российской Федерации — за заслуги перед государством и высокие спортивные достижения на XXVI летних Олимпийских играх 1996 года[10]
- 1997 — медаль «В память 850-летия Москвы»
- 1998 — Благодарность Президента Российской Федерации — за большой вклад в развитие физической культуры и спорта[11]
- 2005 — орден «За заслуги перед Отечеством» IV степени — за большой вклад в развитие отечественного спорта[12]
- 2019 — орден «За заслуги перед Отечеством» III степени — за большой вклад в развитие физической культуры и спорта, многолетнюю добросовестную работу[13]